# Мюнцкабинет

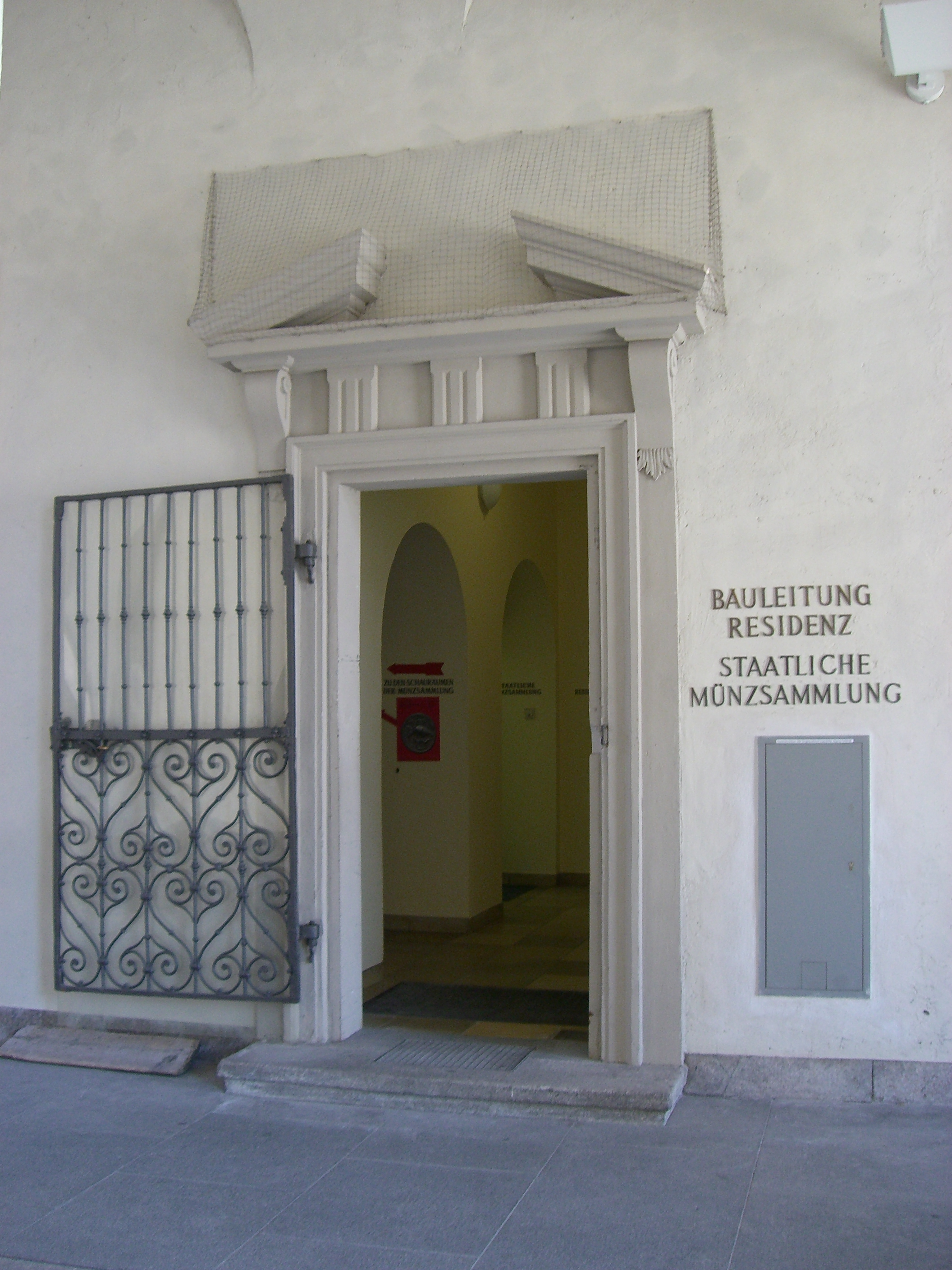
Вход в Мюнхенский нумизматический музей (2007)

Мюнцкабинет (минц-кабинет) (нем. Münzkabinett, от нем. Münze — монета) — помещение, в котором собраны монеты и медали, устаревшее название помещения для размещения нумизматической коллекции. 
В настоящее время мюнцкабинетом также называется аксессуар для хранения монет или медалей, чаще всего выполненный в виде шкафчика или шкатулки с планшетами. Для изготовления мюнцкабинетов используются ценные породы древесины, такие как палисандр, американский орех или красное дерево. В более дешёвых вариантах используется ясень или вощеный дуб.

## История

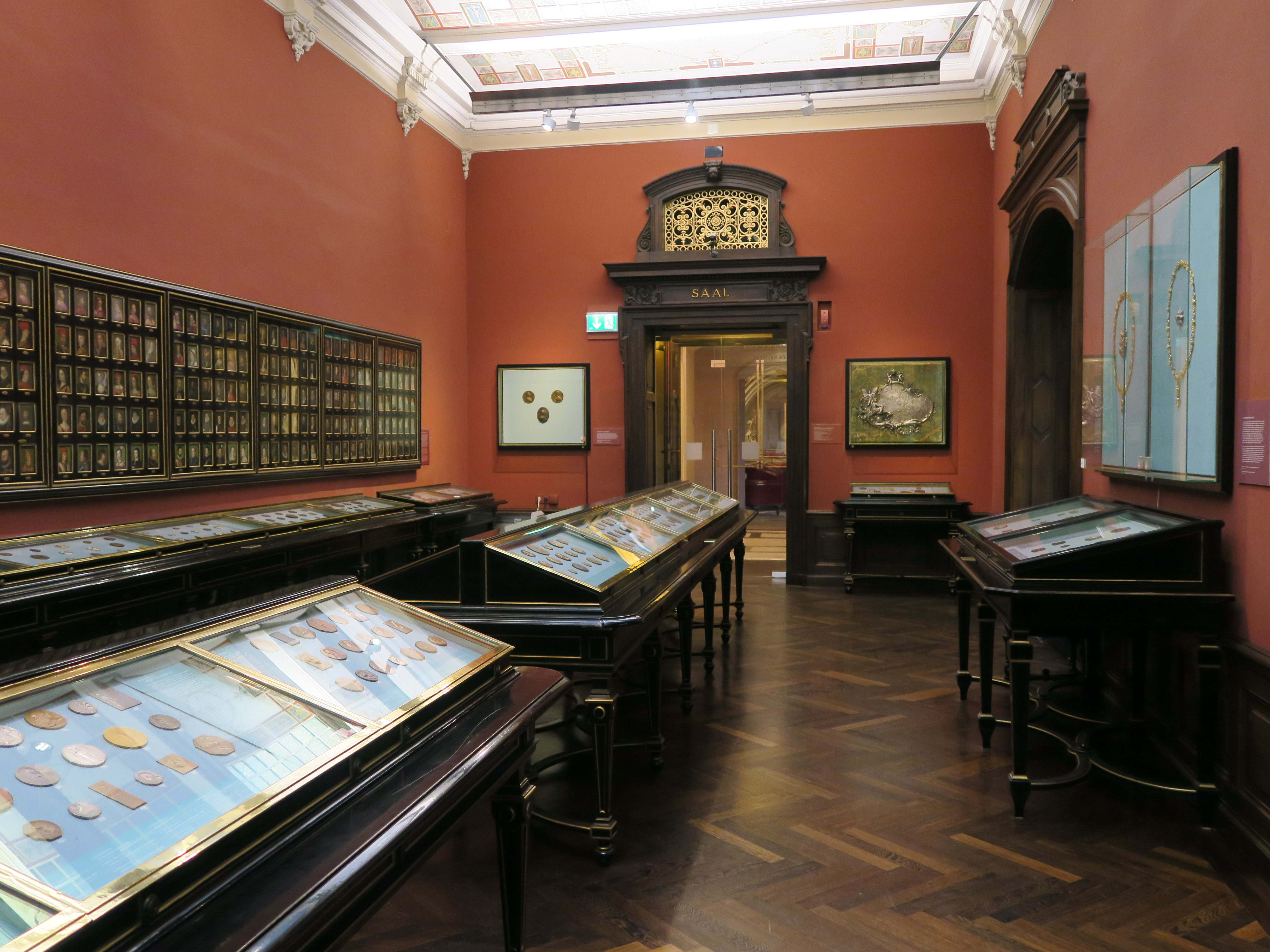
Минц-кабинет в Венском художественно-историческом музее (2016)

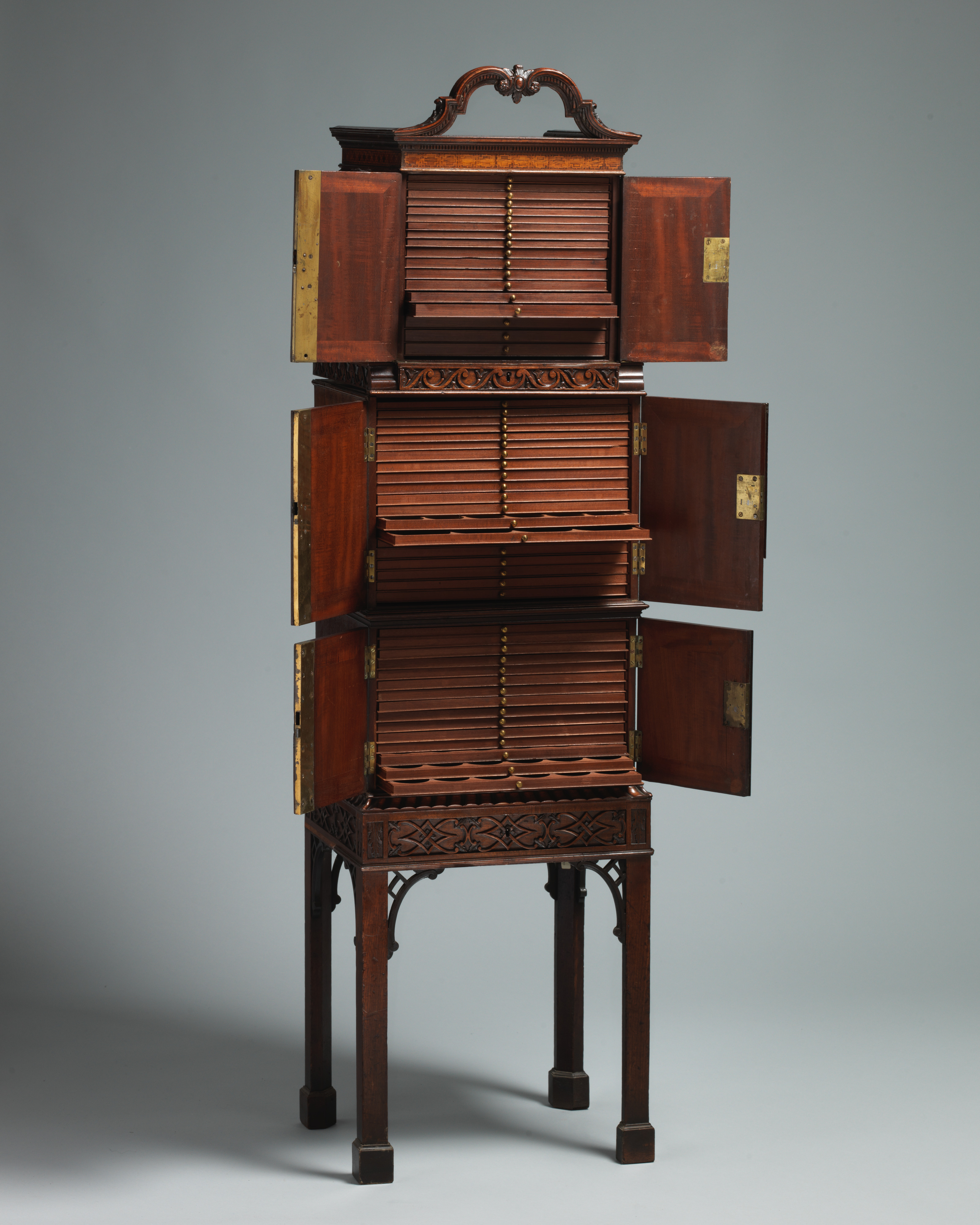

Возникновение мюнцкабинетов относится к эпохе Возрождения. Петрарка был одним из первых, устроивших мюнцкабинет. Своё собрание он завещал императору Карлу IV. Продолжателями его трудов явились Медичи — Козимо, Пьеро и Лоренцо Великолепный. Почти одновременно с ними начали собирать древние монеты и другие властители Италии. В XVI веке в Италии стали образовываться один за другим мюнцкабинеты как частные, так и государственные. В Италии насчитывалось до 380 мюнцкабинетов, до 200 в Нидерландах, столько же во Франции, 175 в Германии.
В XVIII веке государственные собрания Франции (лучшее в Европе), Англии, Пруссии, Австрии были полны и приведены в научный порядок. При Наполеоне I все монеты, заключавшиеся в государственных собраниях побеждённых им стран Италии, Испании (Германии) были свезены во Кабинете медалей Франции, и потому коллекция его достигла такой полноты, какой с тех пор не достигало ни одно собрание в Европе. В начале XX века Кабинет медалей Франции при Национальной библиотеке Франции в Париже, содержал до 300 тыс. монет всех времен и народов.
Собрание Королевского музея в Берлине, основанное в XVI веке, насчитывает до 200 тыс. монет.
В Англии государственный мюнцкабинет, размещённый в Британском музее насчитывает более 200 тыс. экз.<
В Австрии самый лучший мюнцкабинет, основанный императором Максимилианом I находится в Вене, в Хофбурге. Общее число экземпляров превышает 170 тыс.
В Риме имеется мюнцкабинет при Ватиканской библиотеке.
Лучший из испанских мюнцкабинетов, основанный королём Филиппом V, находится в Мадриде, при Национальном археологическом музее, который насчитывает более 120 тыс. экз.
В Японии в Токио при Музее императорских коллекций богатый мюнцкабинет составлен исключительно из японских монет.

### В Российской империи
Первый мюнцкабинет в России был создан при Императорской академии наук при Петре I (кабинет Петра Великого), когда для кунсткамеры) в 1721 году в Гамбурге был приобретён «Ледеров медальный кабинет», а также 150 серебряных вызолоченных медалей «маянского монетных дел назирателя Лауфета». В 1727 году в его состав вошло «знатное число монет и медалей», переданное от Императорского двора. Коллекция возрастала частью пожертвованиями, частью приобретениями, частью конфискациями: П. С. Салтыкова, Я. В. Брюса, купца-заводчика П. В. Меллера; а также попавших в опалу А. И. Остермана, А. П. Волынского и П. И.  Мусина-Пушкина. В 1742 году в мюнцкабинете насчитывалось 28 862 монеты. Во время пожара в 1747 году нумизматическая коллекция была спасена, но впоследствии на этот пожар был списан ущерб от деятельности И. И. Тауберта. Первым хранителем эрмитажного собрания, а значит и мюнцкабинета, возникшего при эрмитажной библиотеке, был А. И. Лужков; при нём около 1775 года состоялось слияние коллекций кунсткамеры и Эрмитажа. В конце XVIII века в мюнцкабинете Эримтажа было около 16 000 экз. С января 1798 года до 1837  мюнцкабинет возглавлял Е. Е. Кёлер. В 1894 году при закрытии Музея классических древностей Академии наук, все греческие и римские монеты были переданы в Эрмитаж. В начале XX века коллекция насчитывала 22 000 экз. Также богатый мюнцкабинет восточных монет имелся при Азиатском музее Академии наук.
Богатые мюнцкабинеты имелись при многих российских университетах:
- Мюнцкабинет при Московском университете (осн. 1895) — 7651 монета (в том числе 5671 римских)[6].
- Мюнцкабинет Казанского университета (осн. 1819). В 1853 году мюнцкабинет университета состоял из 6-и отделений: греко-римских монет и медалей — 2394 экз., русских монет и медалей — 3671 экз., европейских — 1381, азиатских — 2131, китайских — 1177 и золотоордынских — 4494 экз. Последнее отделение считалось богатейшим по количеству и редкости монет в Европе. При закрытии восточного факультета в Казанском университете все восточные монеты были перевезены (1855) в Санкт-Петербургский университет. К 1-му января 1895 года в мюнцкабинете Казанского университета было монет и медалей — 5791 экз.
- Мюнцкабинет Харьковского университета, основанный первым попечителем округа графом С. И. Потоцким, считался одним из богатейших собраний редкостей. В 1813 году адмирал П. В. Чичагов передал туда собрание монет и медалей князей Радзивиллов (свыше 13200 экз.). На начало XX века кабинет содержал более 23 тыс. монет и медалей.
- Мюнцкабинет при Санкт-Петербургском университете возник около 1821 года. В 1855 году в его состав были переданы восточные монеты из Казанского университета. С образованием (1869) Музея изящных искусств и древностей в его состав вошли все монеты минц-кабинета, за исключением восточных, составивших особый кабинет, в котором в 1882 году было 9260 предметов, а в музее — 7215 экз.
- Мюнцкабинет при университете св. Владимира образовался главным образом из коллекции Виленского университета (около 20 тыс. монет и медалей). Минц-кабинет обогащался находками при раскопках. Было приобретено (1852—1884) — около 10 тыс. монет и медалей, из которых важна коллекция саманидских монет, являющихся прекрасным историческим памятником для разъяснения древней истории города Киева. В 1888 году в минц-кабинете было около 35000 монет и медалей; наиболее замечательные коллекции по полноте и подбору — римская, греческая, византийская, русская, польская и некоторые части германской.
- Мюнцкабинет Новороссийского университета имел в 1889 году 2988 экз. (монеты преимущественно греческих колоний юга России; медали — преимущественно русские).
- Мюнцкабинет Варшавского университета в 1855 году имел 10449 монет и медалей, в числе которых главный интерес представляла коллекция средневековых польских монет.
- Мюнцкабинет Юрьевского университета был богат русскими и балтийскими монетами.
- Мюнцкабинет Гельсингфорского университета также был весьма богат.

Мюнцкабинеты высших учебных заведений Российской империи:
- Мюнцкабинет Историко-филологического института в Нежине (имел около 5 тыс. экз. монет и медалей)
- Мюнцкабинет Горного института (осн. 1820)
- Мюнцкабинет Института восточных языков при Министерстве иностранных дел (около 6400 монет).
- Мюнцкабинет Археологической комиссии и Академии художеств (около 5 тыс. экз.).

Мюнцкабинеты учёных обществ:
- Мюнцкабинет Московского общества истории и древностей Российских — более 8 тыс. экз.[6]
- Мюнцкабинет Императорского русского археологического общества в Санкт-Петербурге был особенно богат русскими монетами, которых уже в 1877 году было 1692 экз. Благодаря позднейшим пожертвованиям и приобретениям число монет и медалей возросло в 1896 году до 6 тыс. экз.
- Мюнцкабинет Одесского общества истории и древностей (к 1 января 1895 года имел более 12000 монет и 300 медалей).